# 825 (szám)
A 825 (római számmal: DCCCXXV) egy természetes szám.

## A szám a matematikában
A tízes számrendszerbeli 825-ös a kettes számrendszerben 1100111001, a nyolcas számrendszerben 1471, a tizenhatos számrendszerben 339 alakban írható fel.
A 825 páratlan szám, összetett szám, kanonikus alakban a 31 · 52 · 111 szorzattal, normálalakban a 8,25 · 102 szorzattal írható fel. Tizenkét osztója van a természetes számok halmazán, ezek növekvő sorrendben: 1, 3, 5,  11, 15, 25, 33,  55, 75, 165, 275 és 825.
A 825 négyzete 680 625, köbe 561 515 625, négyzetgyöke 28,72281, köbgyöke 9,37888, reciproka 0,0012121.